# Logone

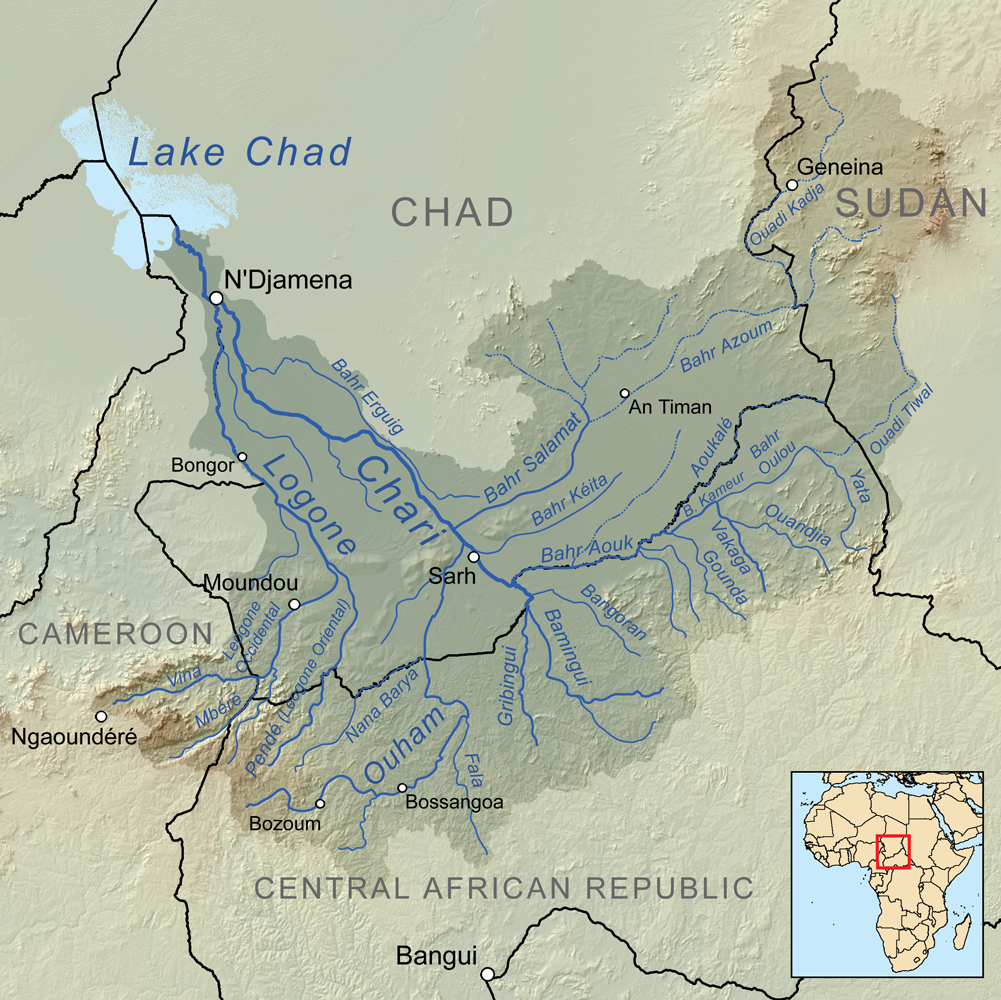
A Logone és a Chari vízgyűjtő területe.

A Logon vagy Logone a Chari folyó fő mellékfolyója.

## Jellemzői
A Logone forrásai a Közép-afrikai Köztársaság nyugati, Kamerun északi és Csád déli részében vannak. A folyót sok mocsár szegélyezi.
A folyó mentén fekszik Moundou, Csád második legnagyobb városa.